# Đèo Cóp
Đèo Cóp hay đèo Long Môn là đèo trên đường tỉnh 625 ở huyện Minh Long tỉnh Quảng Ngãi, Việt Nam.
Tên "Đèo Cóp" được sử dụng trong các bản đồ và văn bản hành chính địa phương. Một số văn liệu ghi thành "đèo Cọp", trong đó có bản "Danh mục địa danh dân cư... tỉnh Quảng Ngãi" .
Nhiều văn liệu hiện gọi theo tên xã là đèo Long Môn.

## Vị trí
Đèo Cóp trên đường tỉnh 625 ở vùng giáp ranh xã Thanh An và xã Long Môn huyện Minh Long tỉnh Quảng Ngãi.
Đường tỉnh 625 là đường mới nâng cấp. Đường bắt đầu từ ngã ba trên đường tỉnh 627 ở trung tâm xã Thanh An, đi về hướng tây.14°55′20″B 108°41′32″Đ / 14,922271°B 108,692285°Đ
Đỉnh đèo cách trung tâm xã Thanh An cỡ 6,5 km về phía tây. Đèo ở sát Làng Vàng xã Long Môn, và cách trung tâm xã này cỡ 4 km .